# Gábor Bódy

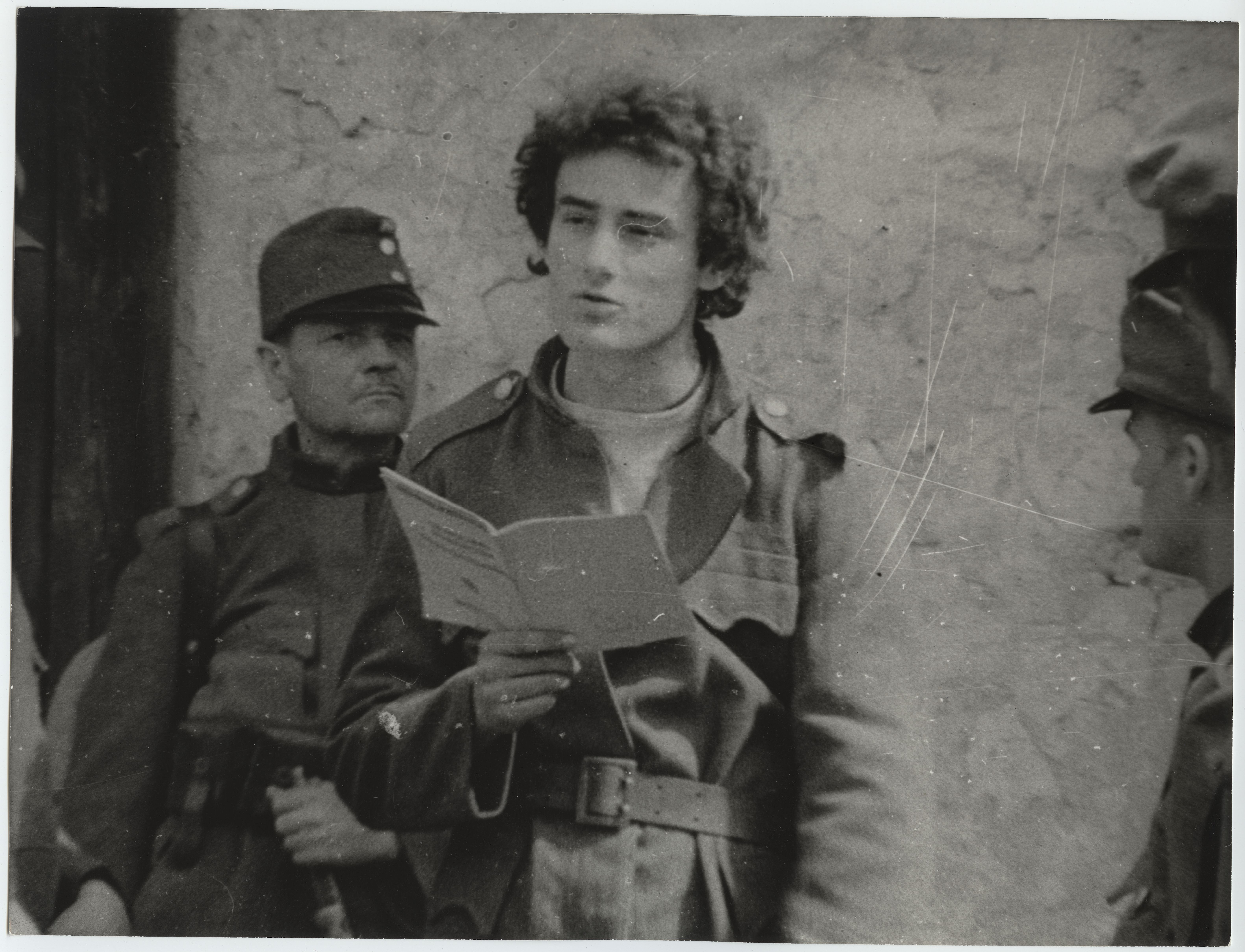
Con los agitadores en una película.

Gábor Bódy (30 de agosto de 1946 - 24 de octubre de 1985) director húngaro.
Dirigió varios largometrajes y algunos vídeos artísticos. En sus obras aparece con frecuencia la mitología griega y la alquimia. 
Se suicidó

## Filmografía
- 1972 : Ifivezetök
- 1975 : Amerikai anzix
- 1975 : Négy bagatell
- 1978 : Krétakör
- 1980 : Nárcisz és Psyché
- 1983 : Kutya éji dala